# Alacranes del Norte
Maillots
L'Alacranes del Norte Fútbol Club est un club de football salvadorien fondé en 2002 et disparu en 2011.

## Histoire
Le club est fondé en 2002 sous le nom de Nejapa Fútbol Club. Le Nejapa FC remporte le tournoi de clôture 2007 du Championnat du Salvador de deuxième division, leur permettant de rejoindre l'élite du football salvadorien. 
Le club est renommé en décembre 2009 sous le nom d'Alacranes del Norte, l'autre proposition de renommage étant Duros del Norte, après avoir déplacé son siège de Nejapa à Chalatenango. Le Nejapa FC aurait pu prendre le nom de Club Deportivo Chalatenango s'il n'était pas déjà inscrit dans les registres du gouvernement. 
Les Alacranes del Norte sont relégués en deuxième division à trois journées de la fin du tournoi de clôture 2010. 
Le club connaît des problèmes financiers et après trois mois de salaires non payés aux joueurs, les Alacranes del Norte sont dissous en janvier 2011.  